# 斯宾塞·韦尔斯
斯宾塞·韦尔斯（英語：Rush Spencer Wells IV，1969年4月6日—）是一位美国遗传学家和科普作家，主要科普作品有《人类的旅程：基因的奥德赛之旅》（The Journey of Man: A Genetic Odyssey）等。